# 亞歷克西斯·齊普拉斯
亞歷克西斯·齊普拉斯（發音：[aˈleksis ˈt͡sipras]；1974年7月28日—），前希臘总理兼外交部長，激進左翼聯盟领袖。

## 簡介
齊普拉斯出生於希腊雅典，學生時期是希腊共产党的青年翼希腊共产主义青年成員，2000年畢業於國立雅典理工大學的土木工程系，畢業後投身建築業擔任土木工程師。

## 投身政界
2006年，32歲的齊普拉斯正式踏入政壇，在地方選舉中獲得11%的選票。

## 出任总理
2012年5月希臘議會選舉，他帶領激进左翼聯盟成為議會第二大黨，取得52席。5月8日，在第一大黨保守派新民主黨領袖安東尼斯·薩馬拉斯組閣失敗，希臘總統卡羅洛斯·帕普利亞斯授權他組建聯合政府，但在2012年5月9日傍晚，齊普拉斯宣布他未能組成聯合政府。2012年6月希臘議會選舉，取得71席，此後成為最大反對黨領袖。
2015年希臘議會選舉中，激进左翼聯盟取得压倒性胜利，與于翌日宣誓就任总理。
40歲的齊普拉斯是希臘150年來最年輕總理，出身草根階層的他，出席宣誓儀式時沒有打上領帶，同時一改傳統，沒有進行宗教的宣誓儀式，改為進行民事宣誓。他較早前在勝利演說表示：「希臘正離開災難性的緊縮、恐懼和威權主義，離開五年屈辱和痛苦。」
2019年希腊议会选举，齊普拉斯敗選辭職。

## 個人生活
齊普拉斯與女友同居多年，育有兩子。兩人在1987年在希腊共产主义青年的组织中認識。齊普拉斯自稱是無神論者，在宣誓就任總理時，並無像過去的希臘總理一樣由希臘東正教大主教和按聖經宣誓。